# Alen Bokšić
Alen Bokšić (* 21. leden 1970, Makarska) je bývalý chorvatský fotbalista, hrával na pozici útočníka. Od roku 2013 je asistentem trenéra chorvatské reprezentace.
S jugoslávským výběrem do 21 let získal roku 1990 stříbrnou medaili na mistrovství Evropy. Byl povolán i do seniorské jugoslávské reprezentace, a to na mistrovství světa v Itálii roku 1990, ale nakonec na šampionátu nenastoupil. Reprezentační dres tak oblékl až v éře samostatného Chorvatska, hrál za něj na Euru 1996 i na mistrovství světa roku 2002. Celkem za chorvatský národní tým odehrál 40 zápasů a vstřelil 10 gólů.
S Olympiquem Marseille vyhrál v sezóně 1992/93 Ligu mistrů, s Laziem Řím v sezóně 1998/99 historicky poslední ročník Poháru vítězů pohárů. Dvakrát vyhrál Superpohár UEFA (1996 – s Juventusem, 1999 – s Laziem), jednou Interkontinentální pohár (1996 – s Juventusem). Je dvojnásobným mistrem Itálie (1996/97 – s Juventusem, 1999/00 – s Laziem). V ročníku 1992/93 byl nejlepším střelcem francouzské ligy.
Roku 1993 byl vyhlášen nejlepším fotbalistou Chorvatska. V anketě Zlatý míč o nejlepšího fotbalistu Evropy skončil roku 1993 čtvrtý.